# Eduardo Strauch Urioste

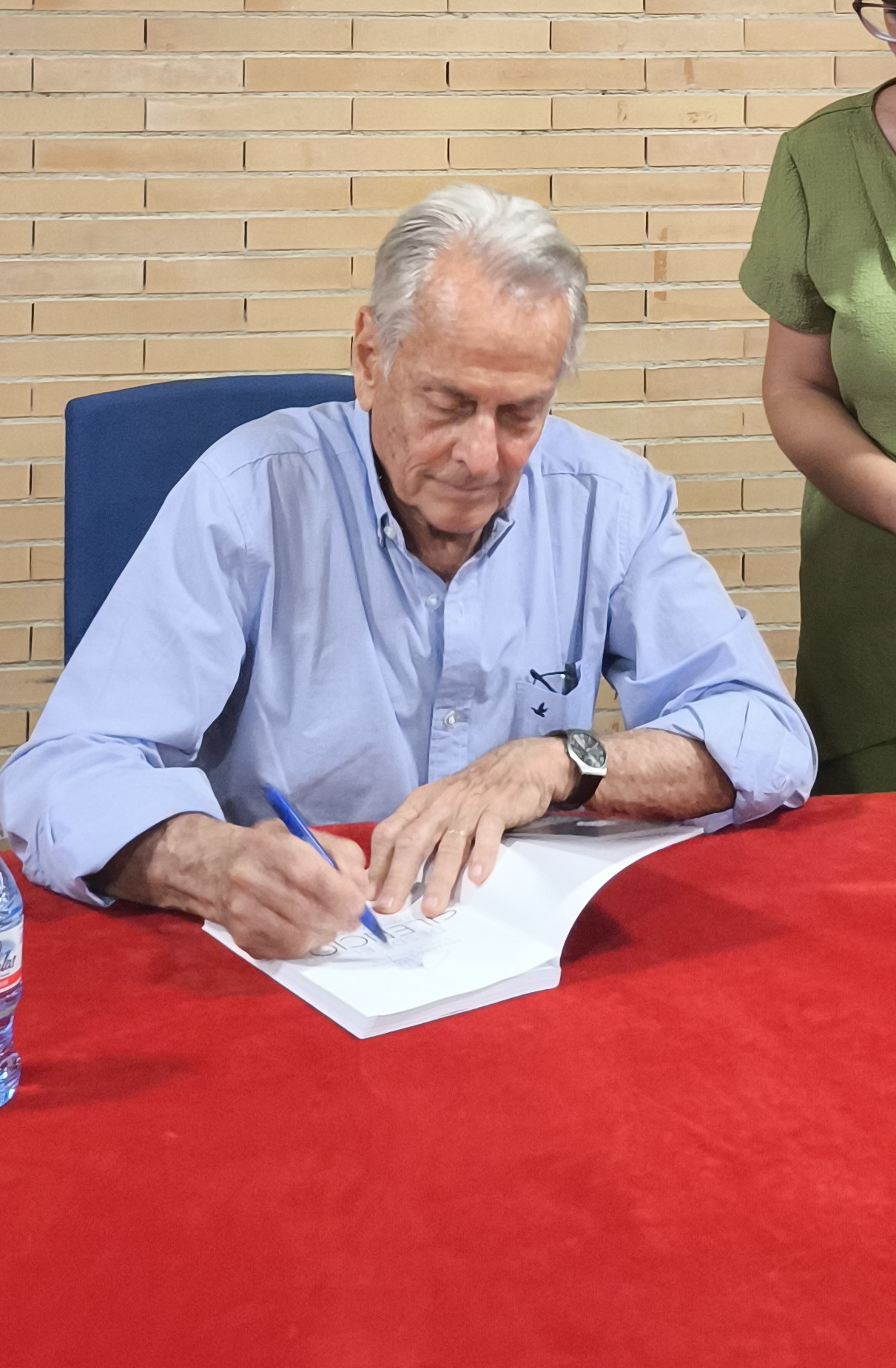
Eduardo Strauch Urioste, 2024

Eduardo Strauch Urioste (* 13. August 1947 in Montevideo) ist ein uruguayischer Architekt und Maler, einer der Überlebenden des Flugzeugabsturzes 1972 in den Anden.
Er studierte an der Stella Maris-Schule im Stadtteil Carrasco. Er war Spieler und Mitbegründer der Rugbymannschaft des uruguayischen Old Christians Club.
Am 13. Oktober 1972 überlebte er im Alter von 25 Jahren zusammen mit seinen Cousins Daniel Fernández und Adolfo Strauch den Flugzeugabsturz in den Anden. Am 22. Dezember 1972, nach 72 Tagen im Gebirge, gehörten die drei zu der Gruppe von 16 Überlebenden, die auf dem Berg gerettet wurden.

## Schriften (Auswahl)
- Desde el silencio : Eduardo Strauch Urioste, sobreviviente de los Andes. Sudamericana, Buenos Aires 2014, ISBN 978-950-07-4855-1.